# Oulton (Norfolk)
Oulton – wieś w Anglii, w hrabstwie Norfolk, w dystrykcie Broadland. Leży 23 km na północny zachód od Norwich i 170 km na północny wschód od Londynu. Miejscowość liczy 196 mieszkańców.